# Chapelle de Locmaria de Melrand
La chapelle de Locmaria est située au lieu-dit "Locmaria", sur la commune de Melrand dans le Morbihan.

## Historique
La fontaine de la chapelle de Locmaria fait l’objet d’un classement au titre des monuments historiques depuis le 25 septembre 1928.

La chapelle de Locmaria fait l’objet d’un classement au titre des monuments historiques depuis le 10 juillet 1945.

## Description
La chapelle s'accroupit en forme de croix latine. L'aile méridionale du transept présente une façade particulièrement remarquable. Elle est occupée presque entièrement, entre les contreforts d'angle et sous les rampants du toit, par un portail solennel. La grande baie brisée, aux voussures multiples, contient deux portes jumelles en anse de panier à accolade et un tympan à mouchettes sans redents. Une nouvelle accolade l'enveloppe à l'intérieur d'un faux gable qui atteint le sommet du pignon. Si l'on y voit toujours les crosses végétales, ce sont des animaux qui remplacent les fleurons et se juchent sur les pinacles latéraux. Nous avons là, une des plus belles façades morbihannaises.

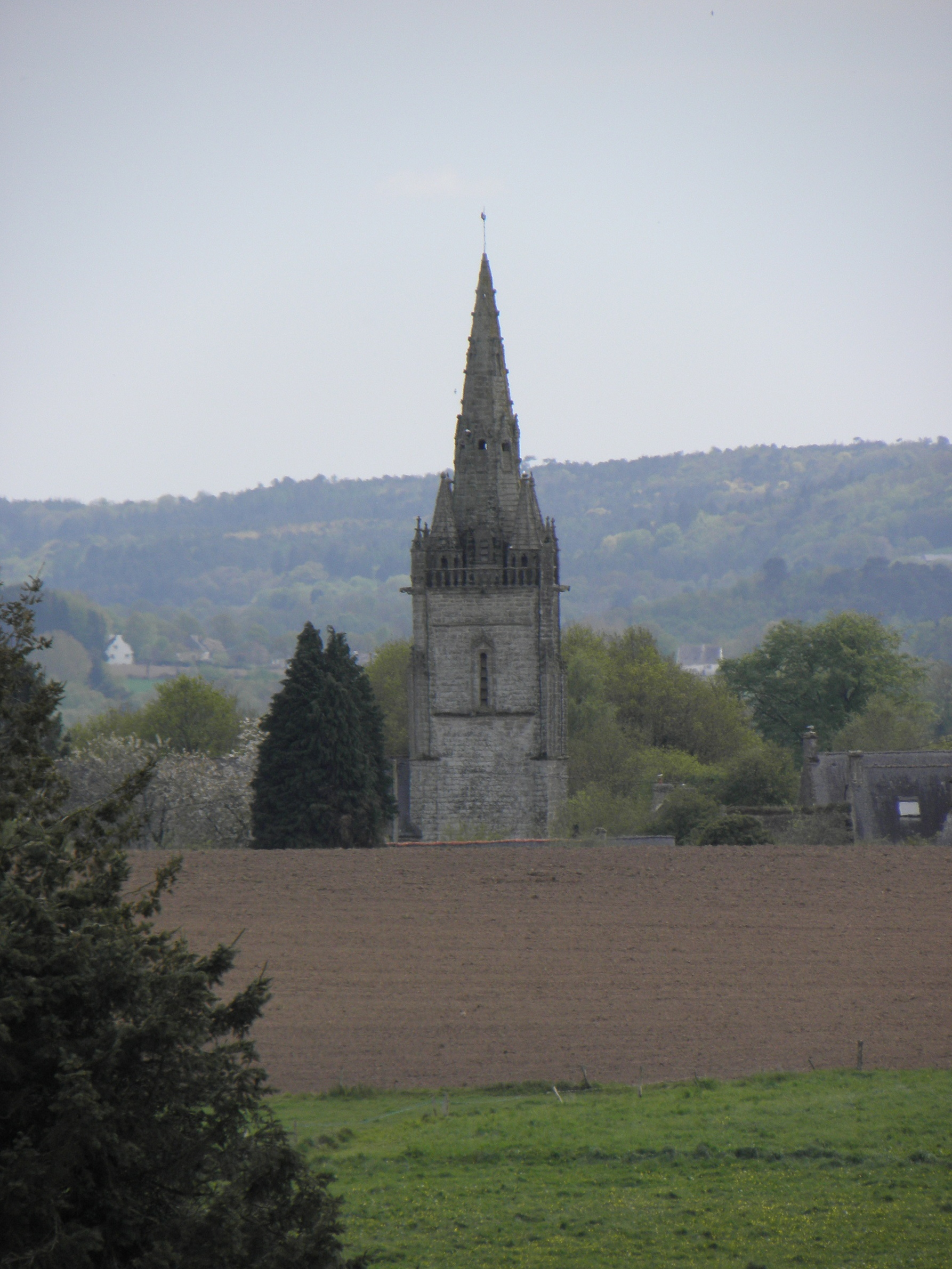
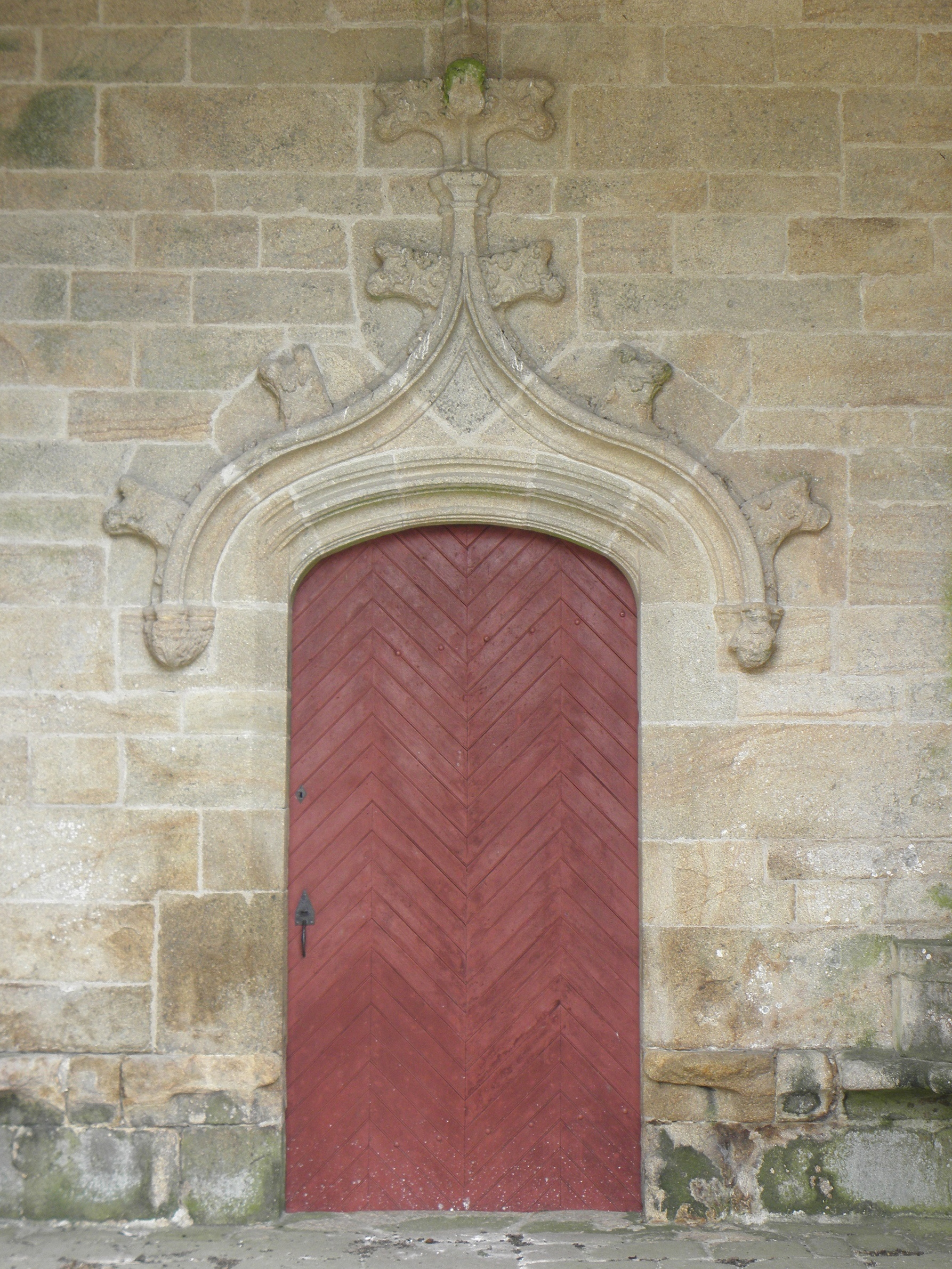
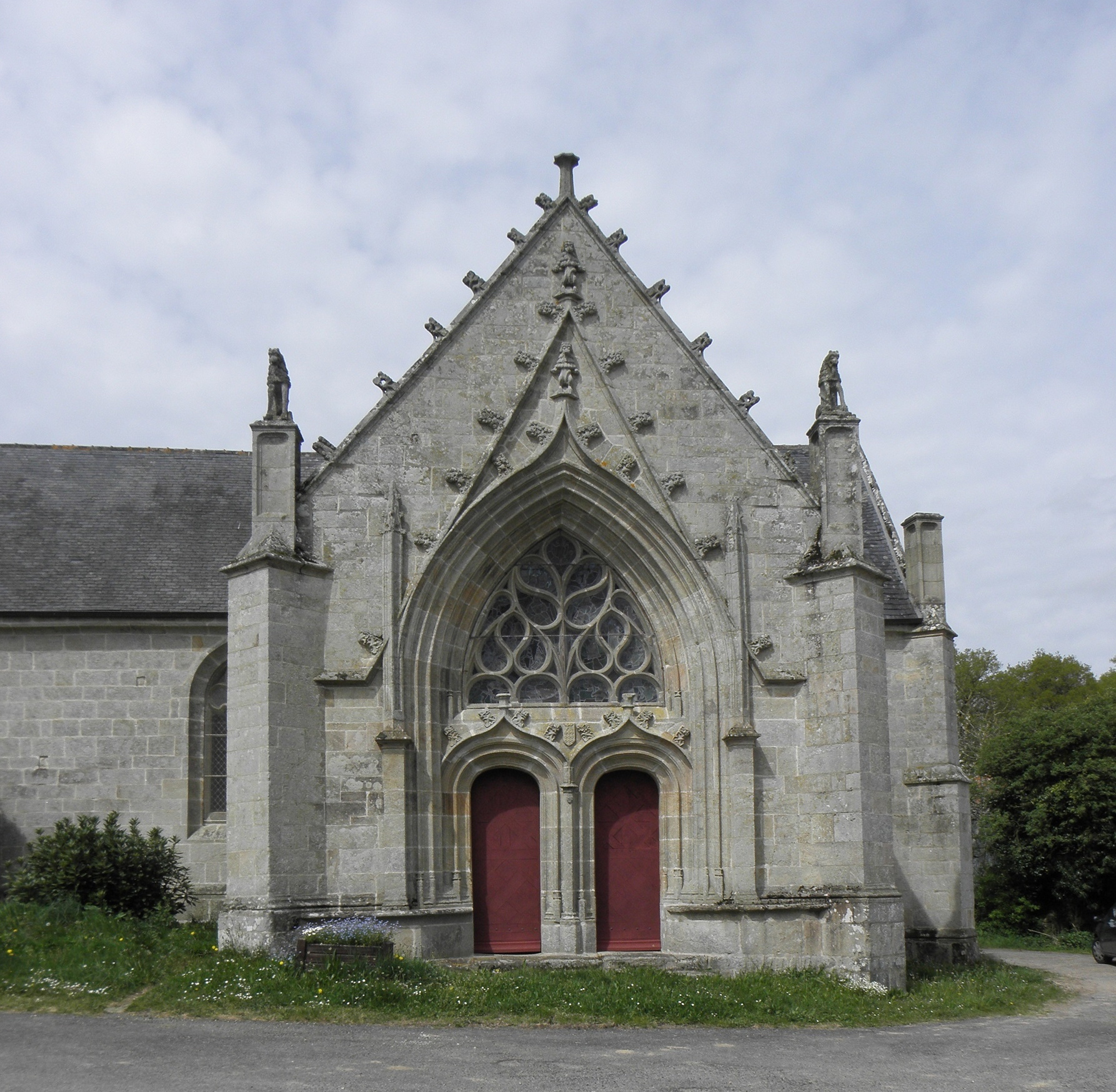
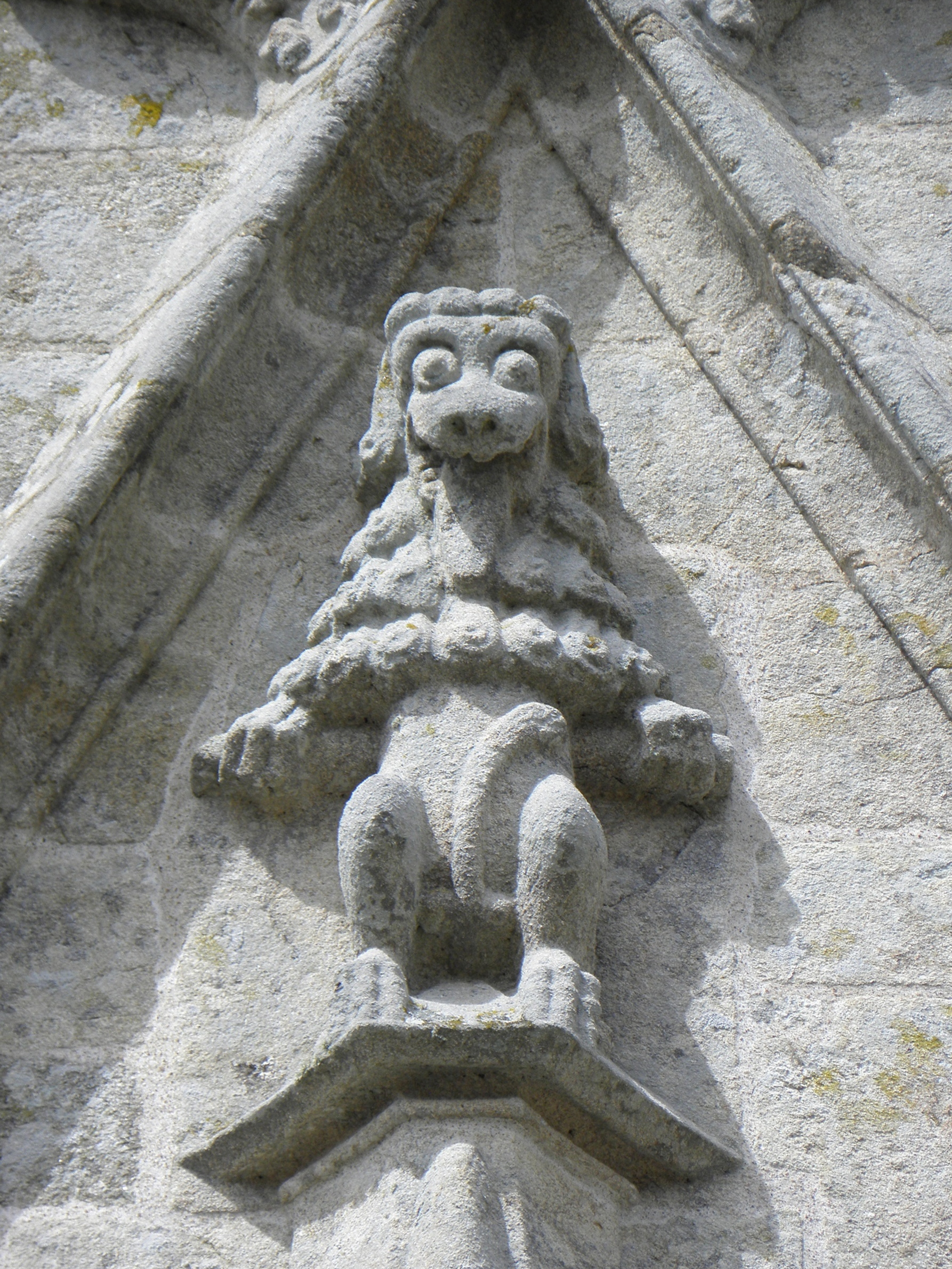
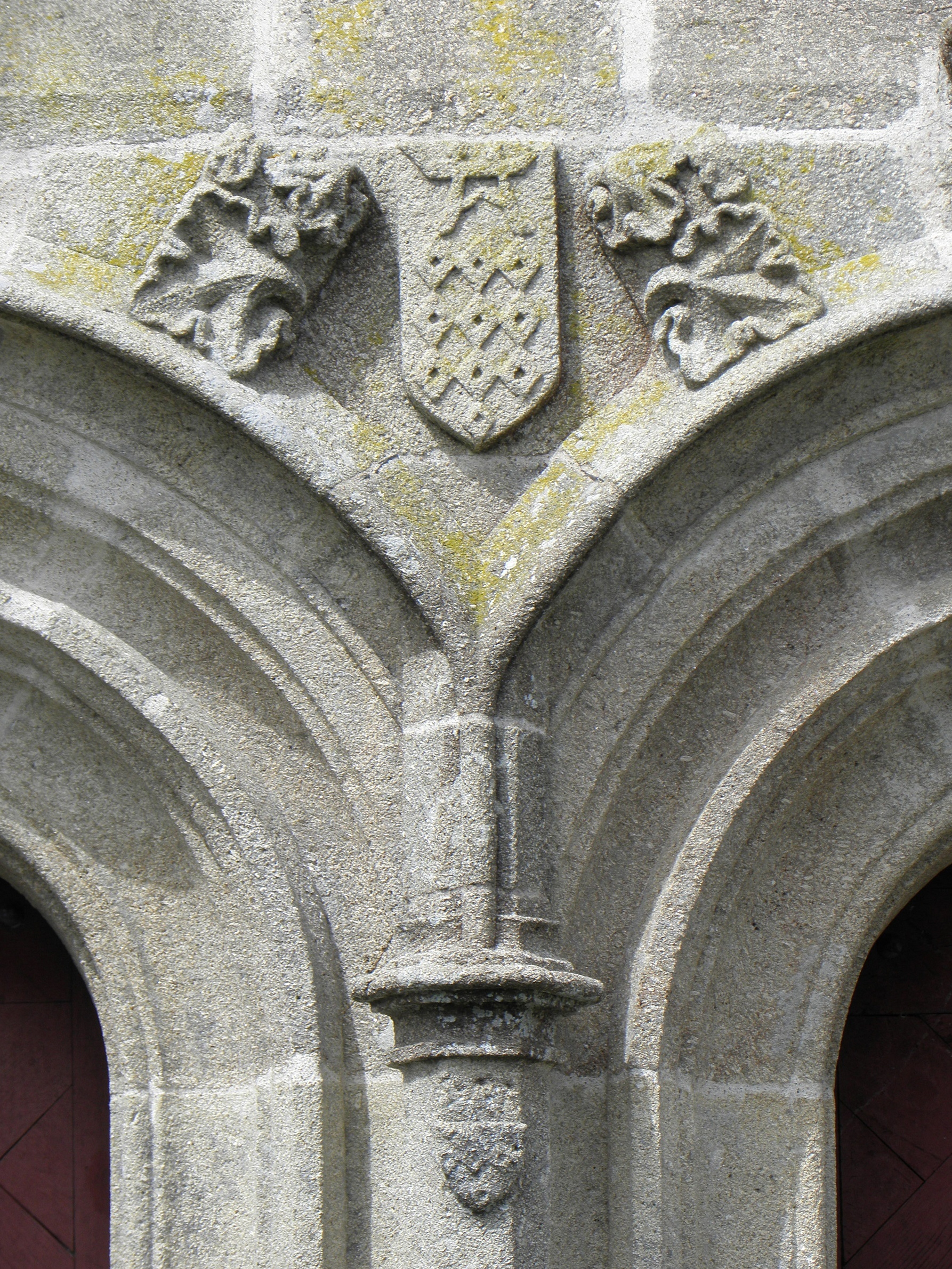
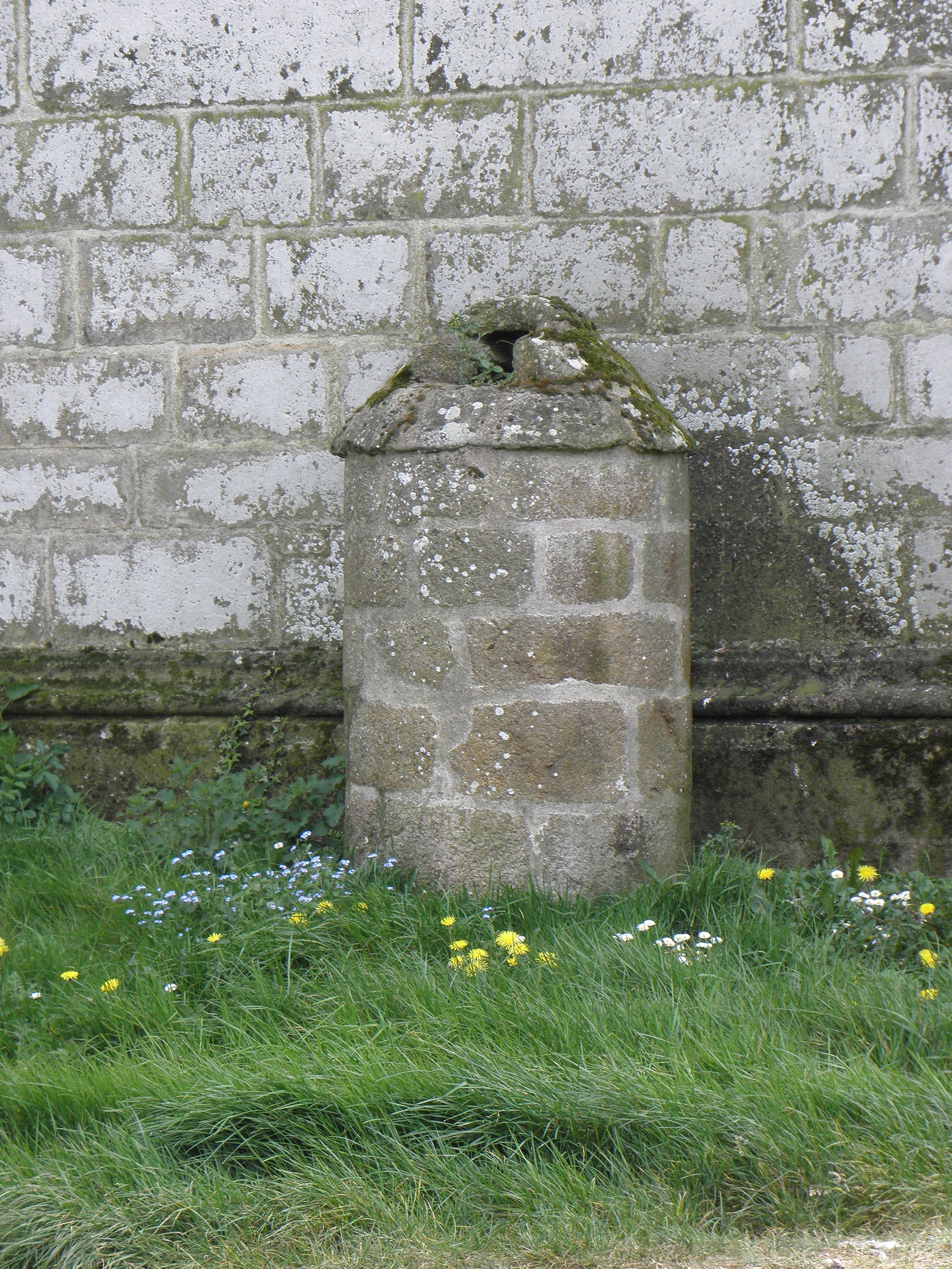